# 2022年花蓮地震
2022年花蓮地震是指2022年3月23日1時41分发生于臺灣花蓮縣近海的一场地震。主震芮氏規模6.7級，震源深度25.7公里。最大震度6弱發生於台東縣長濱鄉，該地震是台灣使用新震度分級以來，第一次觀測震度達到6弱的地震，且為當地49年來最大地震。主震發生2分後，又測得芮氏規模6.2的餘震，為最大的一起餘震。

## 概述

### 構造背景
台灣位於地震活躍的環太平洋火山帶中，菲律賓海板塊和歐亞板塊交界上。菲律賓海板塊以每年平均82公釐的速度朝西北碰撞歐亞板塊，另因花東縱谷為歐亞板塊和菲律賓海板塊的聚合帶，因此地震頻繁。根據學者余水倍等人的研究，台灣東部地區消耗了40%的聚合能量，因此該地區的地質活動顯著。

### 成因
氣象局地震測報中心主任陳國昌表示，這個地區長期以來沒有很大或很多地震，實際上推擠的力量大部分從北邊花蓮破碎帶放掉，板塊本身也比較脆弱，碰撞時變形的速度比較慢、剛性比較大。累積這麼多年才破裂，很多推擠累積的能量都釋放在這個地區，而北邊的花蓮外海破碎帶已經釋放掉板塊推擠的大部分能量，加上地體的剛性程度高，所以地體變形會比較緩慢，直到本次地震凌晨開始破裂後帶來一連串能量釋放。

### 震度

#### 中華民國
| 最大震度 | 縣市地區                                                                               |
| -------- | -------------------------------------------------------------------------------------- |
| 6弱      | 台東縣                                                                                 |
| 5強      | 花蓮縣                                                                                 |
| 4級      | 南投縣、嘉義縣、高雄市、雲林縣、台中市、宜蘭縣、台南市、嘉義市、彰化縣、苗栗縣、新竹縣 |
| 3級      | 屏東縣、桃園市、新北市、台北市                                                         |
| 2級      | 新竹市、澎湖縣、基隆市                                                                 |
| 1級      | 連江縣                                                                                 |

#### 日本
| 最大震度 | 地區             |
| -------- | ---------------- |
| 烈度2    | 石垣島、與那國島 |
| 烈度1    | 宮古島           |

#### 香港
香港天文台接獲市民報告，表示感到輕微震動，震動維持數秒，香港天文台經過分析後正式測定本次地震在香港的地震烈度為麥加利地震烈度表的第三度(III)。

### 餘震
本次地震在主震發生之後，短時間內發生多起餘震，最大餘震發生於同日凌晨1點43分，達芮氏規模6.2。
下表列出規模大於5.5之餘震。
| 發生時間       | 規模 | 震央         | 最大震度 |
| -------------- | ---- | ------------ | -------- |
| 3月23日1時42分 | 5.7  | 台東縣長濱鄉 | 4級      |
| 3月23日1時43分 | 6.2  | 花蓮縣豐濱鄉 | 4級      |
| 3月23日3時35分 | 5.8  | 花蓮縣近海   | 4級      |
| 3月23日4時29分 | 6.0  | 台東縣長濱鄉 | 4級      |

## 地震警報
此次系列地震包含主震在內，中央氣象局透過災防告警細胞廣播訊息系統發布共4次強震即時警報，下表為發布時間（發生日皆為3月23日）及範圍。
| 發布時間    | 發布縣市範圍                                                                           |
| ----------- | -------------------------------------------------------------------------------------- |
| 1時41分51秒 | 宜蘭縣、苗栗縣、彰化縣、南投縣、雲林縣、嘉義縣、台東縣、花蓮縣、嘉義市、台中市、台南市 |
| 1時41分53秒 | 新竹縣、屏東縣、基隆市、新竹市、台北市、高雄市、新北市、桃園市                         |
| 3時35分20秒 | 台東縣、花蓮縣                                                                         |
| 4時30分17秒 | 彰化縣、南投縣、雲林縣、嘉義縣、台東縣、花蓮縣、嘉義市                                 |

## 新聞播報
因本次地震發生於半夜，所有新聞台於該時段重播新聞。3時起，民視新聞台和中天新聞台緊急開棚，播報地震相關新聞。

## 災情
位於花蓮縣玉里鎮興建中的玉興橋，因安裝完成的預力梁尚未固定，導致全部32根中的28根傾倒或斷裂，損失至少3,000萬元，所幸地震當下並無施工作業，因此無人傷亡。此外，台30線玉長公路東段32.5公里處發生坍方以及路面龜裂，台11線長濱鄉及東河鄉亦有落石掉落。
位於高雄市梓官區赤西里的劉德波故居於地震中受損，導致外圍牆、門楣及浮雕全部損毀。
另外，本次地震間接造成長濱鄉1人遭玻璃割傷送醫，台南市2件電梯受困，共計4人均平安救出。

台東縣成功鎮民眾房屋受損逾20棟。